# Snow on the Beach
Snow on the Beach est une chanson des auteures-compositrices-interprètes américaines Taylor Swift et Lana Del Rey sortie en 2022. Elle fait partie de Midnights, le dixième album studio de Taylor Swift, et marque la première collaboration entre les deux artistes.
La chanson est produite par Taylor Swift et Jack Antonoff qui l'ont également co-écrite avec Lana Del Rey. Celle-ci est principalement créditée pour avoir enregistré des harmonies qui sont mélangées à la voix de Taylor Swift tout au long de la chanson.
La semaine de sa sortie, elle entre dans le Billboard Hot 100 en quatrième position, devenant la chanson de Lana Del Rey la mieux classée aux États-Unis. Elle fait partie des dix chansons grâce auxquelles Taylor Swift devient la première artiste à occuper entièrement le top dix de ce classement la même semaine.

## Historique
Après avoir annoncé la sortie prochaine de son dixième album studio, Taylor Swift révèle les titres des treize chansons de son édition standard dans « Midnights Mayhem with Me », une série de courtes vidéos dans lesquelles elle tire une boule dans un boulier de bingo et donne le titre de la piste correspondante. Dans le dernier épisode, elle tire le numéro quatre et donne le titre Snow on the Beach, précisant qu'il est en featuring avec Lana Del Rey.
Le 26 mai 2023 une nouvelle version de la chanson sort dans la réédition de l'album Midnights ; Midnights (The Til Dawn  Edition) avec "more lana del rey" (avec plus de lana del rey)

## Composition
Taylor Swift décrit Snow on the Beach comme une chanson d'amour, dans laquelle elle évoque le moment qu'elle qualifie de « cataclysmique » durant lequel une personne tombe amoureuse et se rend compte que l'autre personne s'énamoure en retour.

## Accueil commercial
Aux États-Unis, Snow on the Beach débute en quatrième place du Billboard Hot 100 avec 37.2 millions de streams, 2 600 téléchargements et une audience radio de 615 000 auditeurs. La chanson fait partie des dix titres grâce auxquels Taylor Swift devient la première artiste à occuper la totalité du top 10 de ce classement la même semaine. Pour Lana Del Rey, ce titre dépasse Summertime Sadness, qui avait atteint la sixième position du Hot 100, et devient sa chanson la mieux classée aux États-Unis de sa carrière.
La semaine de sa sortie, la chanson se classe numéro trois en Australie et numéro quatre au Royaume-Uni.

## Classements hebdomadaires
| Classement (2022)                      | Meilleure position |
| -------------------------------------- | ------------------ |
| Afrique du Sud (Billboard)             | 10                 |
| Australie (ARIA)                       | 3                  |
| Autriche (Ö3 Austria Top 40)           | 12                 |
| Belgique (Flandre Ultratop 50 Singles) | 50                 |
| Canada (Hot 100)                       | 3                  |
| Canada (Digital Songs)                 | 29                 |
| Croatie (Billboard)                    | 10                 |
| Danemark (Tracklisten)                 | 24                 |
| États-Unis (Hot 100)                   | 4                  |
| États-Unis (Digital Songs)             | 35                 |
| États-Unis (Streaming Songs)           | 4                  |
| France (SNEP)                          | 69                 |
| Global 200 (Billboard)                 | 3                  |
| Global Excl. US (Billboard)            | 3                  |
| Hong Kong (Billboard)                  | 15                 |
| Inde (IMI (en))                        | 9                  |
| Indonésie (Billboard)                  | 20                 |
| Irlande (IRMA)                         | 3                  |
| Islande (Tónlistinn)                   | 11                 |
| Italie (FIMI)                          | 59                 |
| Lituanie (AGATA)                       | 13                 |
| Luxembourg (Billboard)                 | 13                 |
| Malaisie (Billboard)                   | 2                  |
| Pays-Bas (Single Top 100)              | 25                 |
| Philippines (Billboard)                | 3                  |
| Royaume-Uni (UK Singles Chart)         | 4                  |
| Royaume-Uni (UK Download Chart)        | 39                 |
| Singapour (RIAS (en))                  | 2                  |
| Slovaquie (IFPI Singles Digitál)       | 18                 |
| Suède (Sverigetopplistan)              | 16                 |
| Suisse (Schweizer Hitparade)           | 16                 |
| Tchéquie (IFPI Singles Digitál)        | 16                 |